# Euriclea

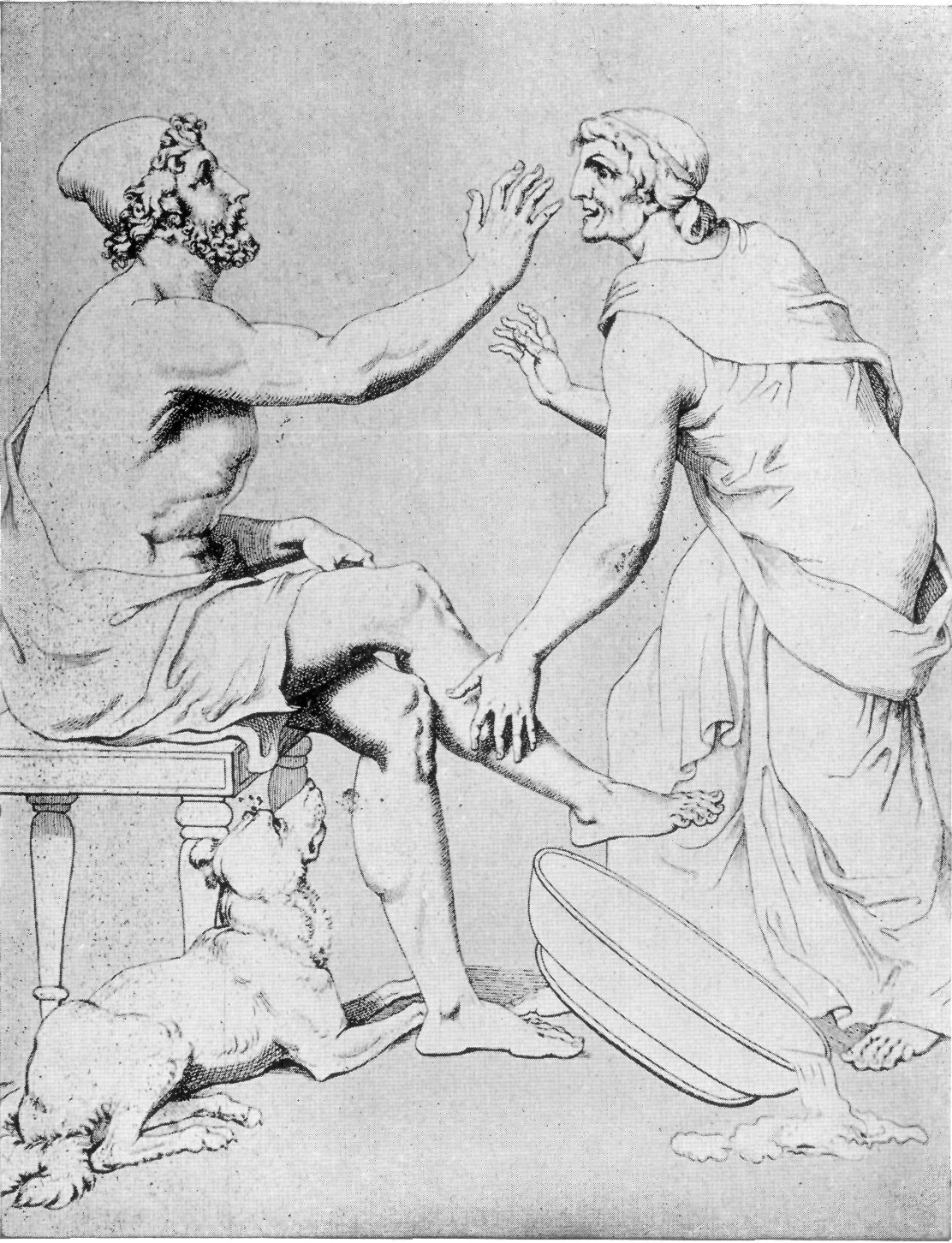
Ulisse ed Euriclea, di Christian Gottlob Heyne

Euriclea o Ericlea (in greco antico: Εὐρύκλεια?) è un personaggio del poema Odissea di Omero. 
Di lei troviamo menzione nel primo e nel diciannovesimo libro del poema.
Originaria di Itaca, figlia di Ops (Ὦψ) fu acquistata dal re Laerte per venti buoi e rimase accanto a lui come seconda moglie. Fu la nutrice di Ulisse (Odisseo) e la custode fedele della sua casa.
Quando Ulisse tornò ad Itaca sotto le mentite spoglie di un mendicante, lei lo riconobbe per una cicatrice provocata da un cinghiale durante una caccia mentre lo lavava. Euriclea stava per svelare la sua identità a Penelope, moglie di Ulisse, ma lui le impedisce di dirlo e viene aiutato dalla dea Atena e difendere la propria identità per tenerla nascosta. Sempre Euriclea tentò di svelare i nomi delle ancelle che si erano compromesse coi Proci affinché fossero messe a morte da Ulisse, ma egli lo impedisce poiché era un compito degli dei.

## Euriclea nell'arte

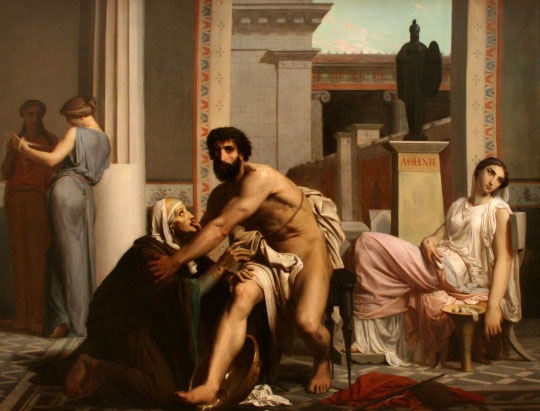
Ulisse riconosciuto da Euriclea, William-Adolphe Bouguereau (1849)

Nel corso della storia, sono state fatte varie rappresentazioni della figura di Euriclea. Il Prix de Rome del 1849, vinto da Gustave Boulanger, ebbe come soggetto principale la raffigurazione della scena in cui Euriclea scopre l'identità di Ulisse, travestito da mendicante.